# جبل القلعة

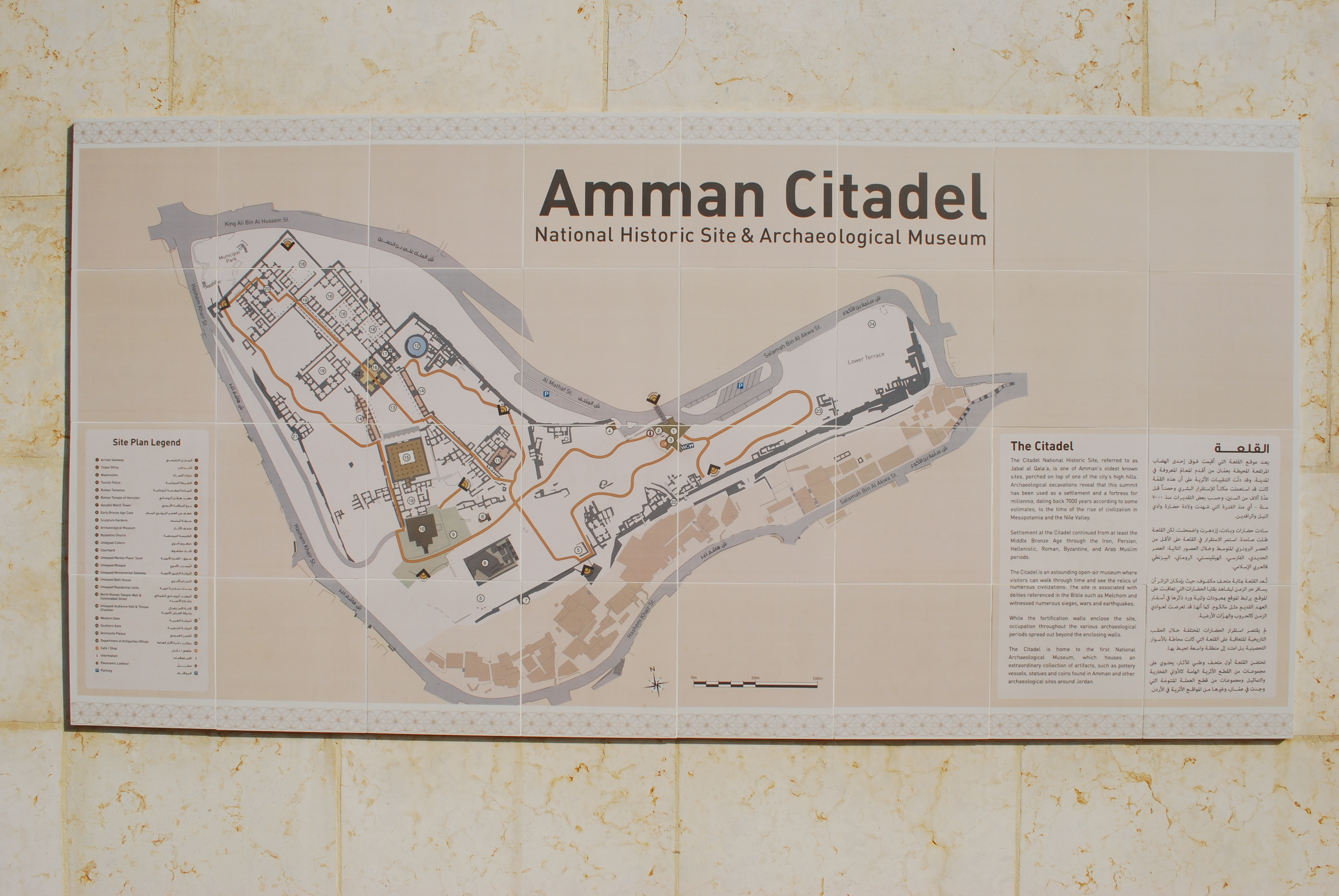
Site map

جبل القلعة أحد جبال مدينة عمّان السبعة والذي اتخذه العمونيون منذ القدم مقراً لحكمهم في المدينة، ومن بعدهم كل من اليونان والرومان والبيزنطيين الذين احتلوا المدينة على التوالي إلى أن هلّ عليها الفتح الإسلامي في القرن السابع الميلادي، حيث بني على قمته القصر الأموي.

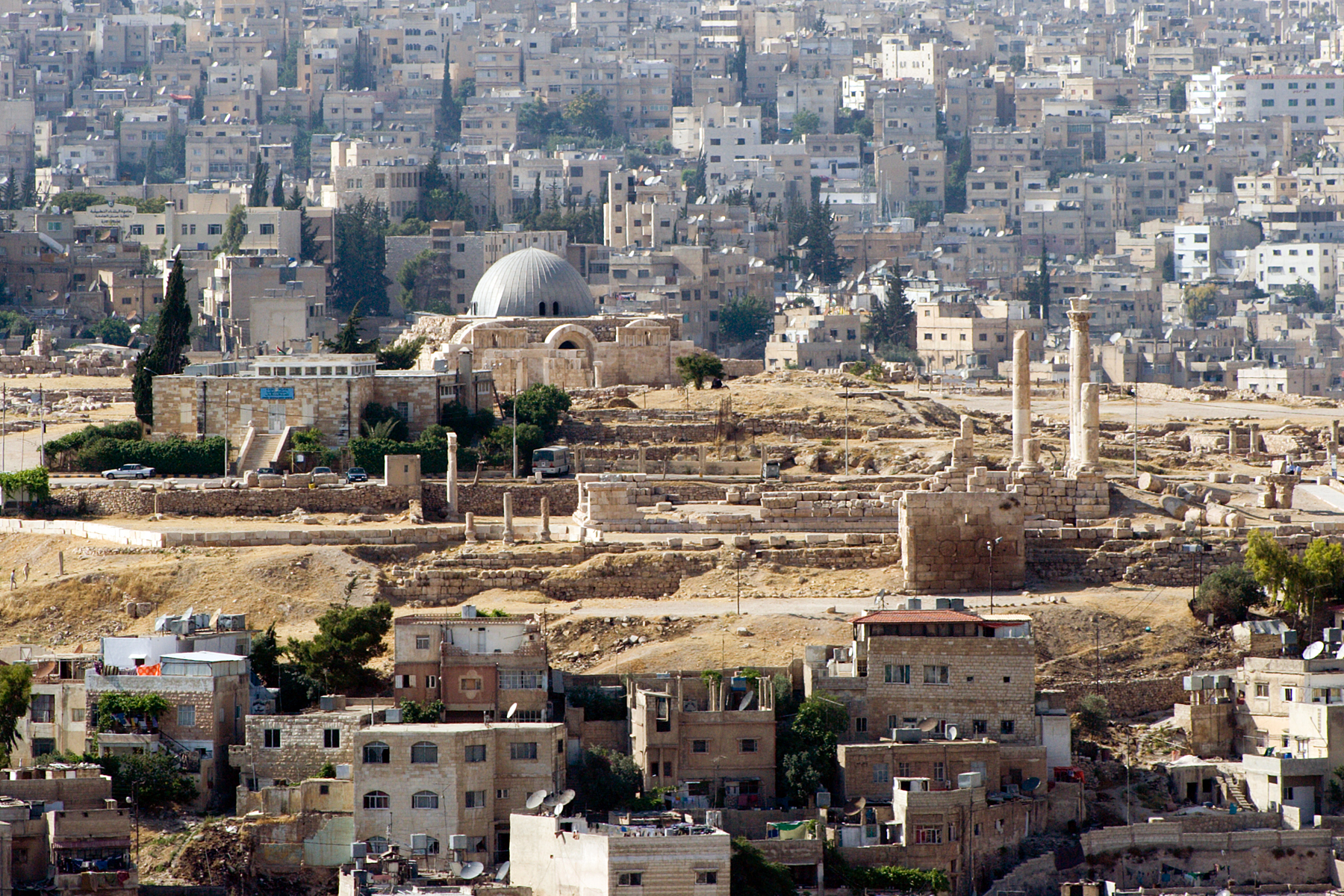
القصر الأموي على جبل القلعة في عمّان

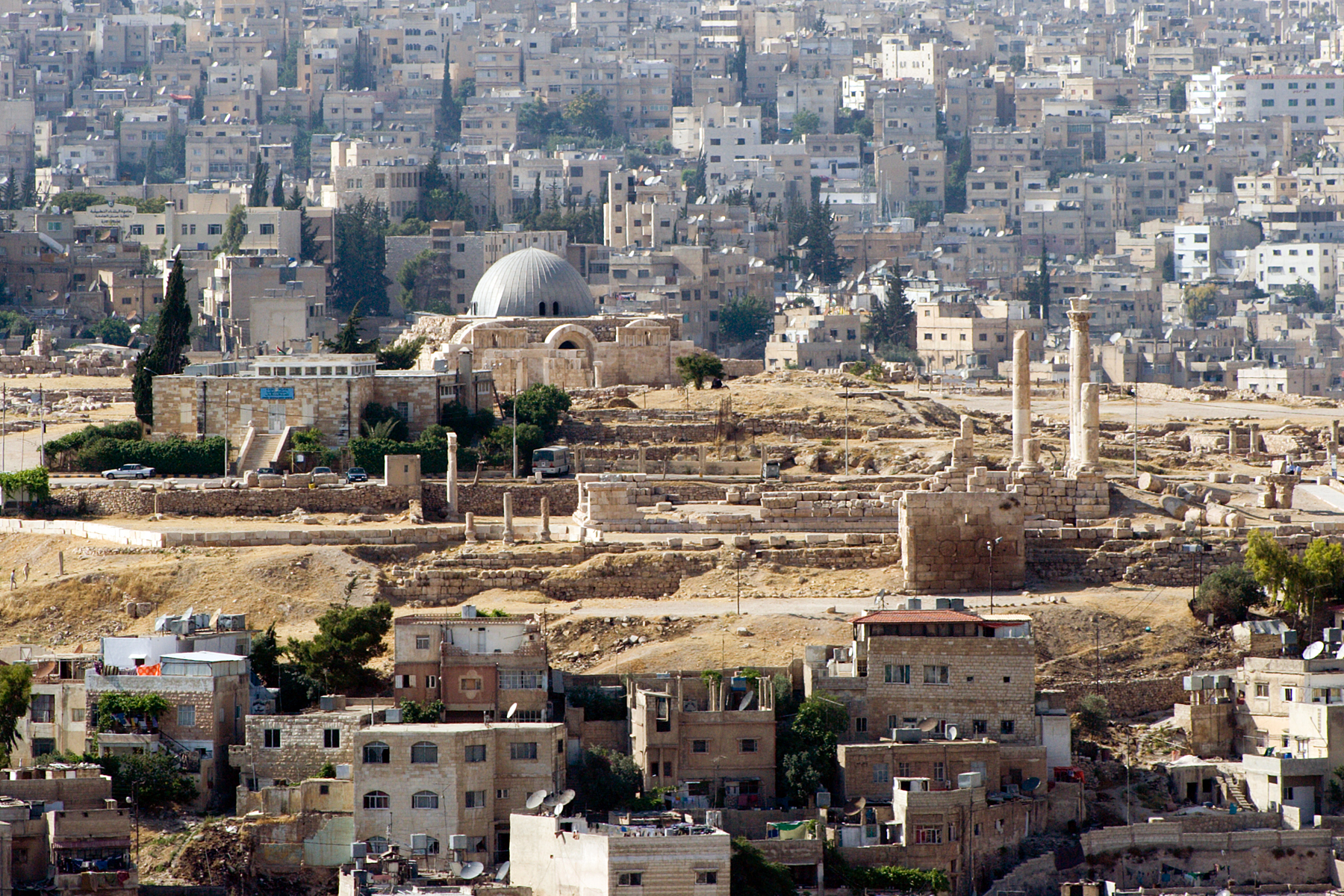
Amman Citadel ruins

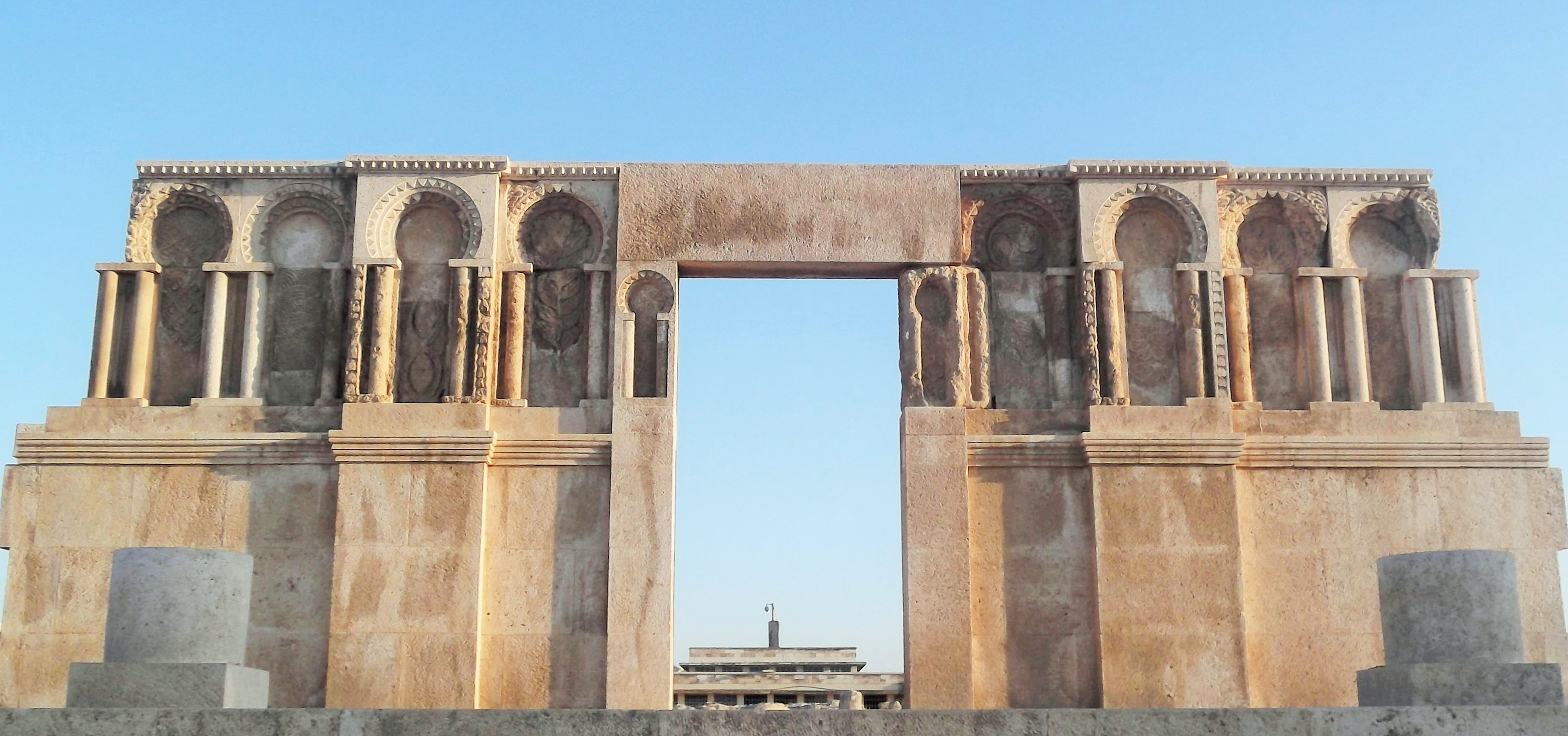
البوابة الشرقية المعاد بناؤها للجامع الأموي

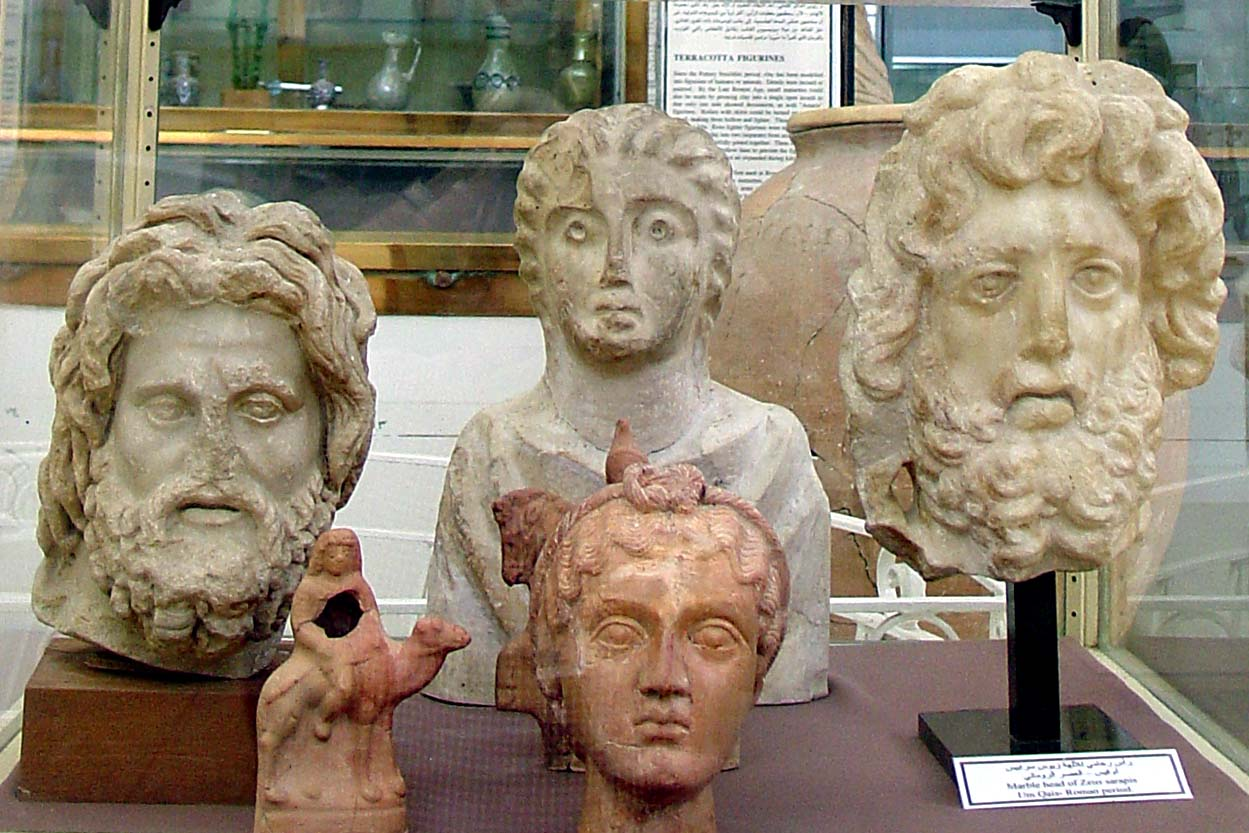
مجموعة من المنحوتات الرومانية المعروضة في متحف الآثار الأردني

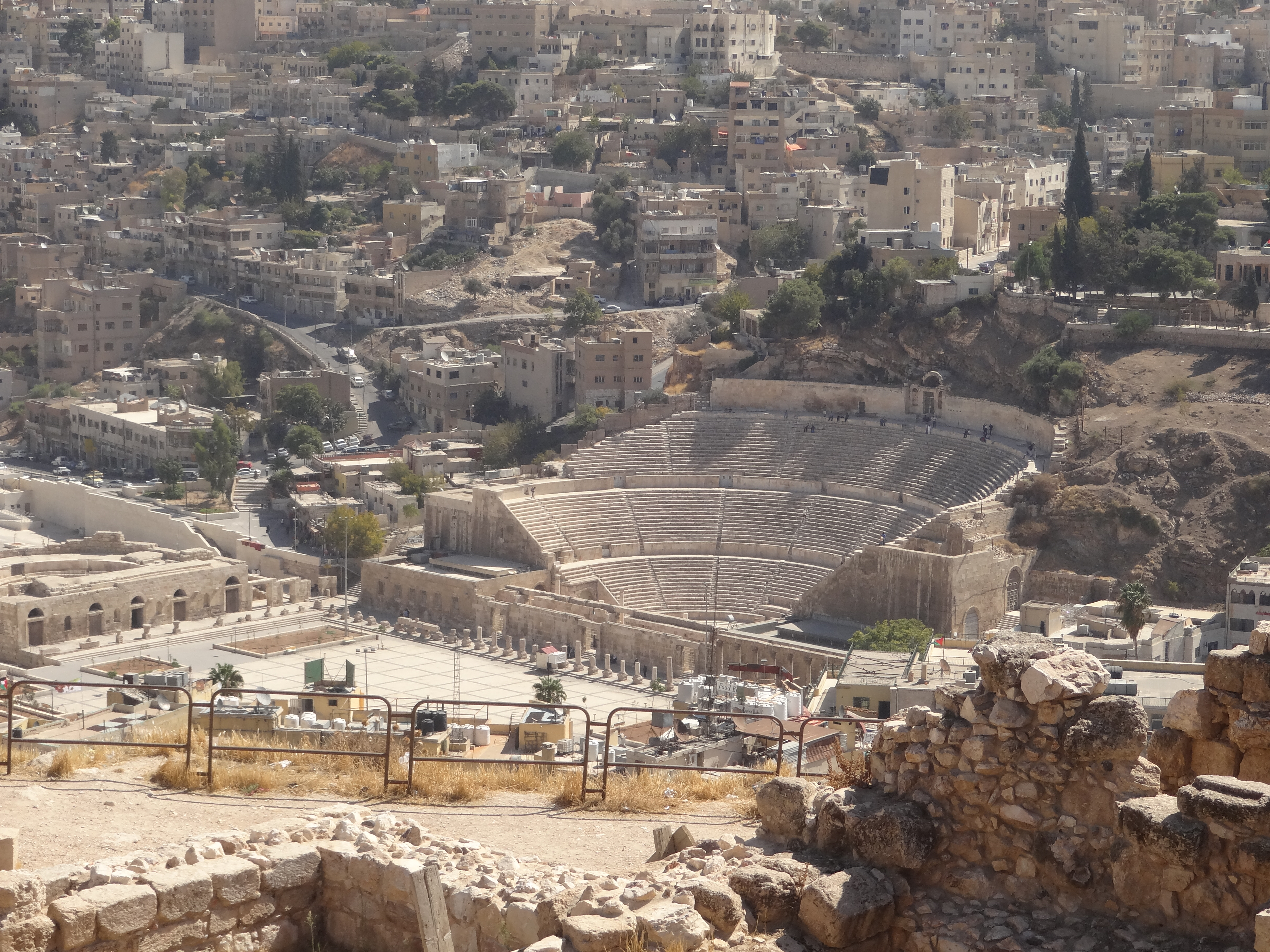
The Roman Theater and Odeon, the Hashemite Plaza and the downtown area seen from the hill

وبرز جبل القلعة في عمان مقر عاصمة العمونيين. والذي ما زالت بقايا قصور العمونيين ماثلة فيه، منها جدران الأسوار، والآبار المحفورة في الصخر الجيري. كما عثر في جبل القلعة على أربعة تماثيل لملوك العمونيين تعود إلى القرن الثامن ق.م. يوجد في جبل القلعة أيضاً، آثار وأعمدة رومانية كورنثية ومعبد لهرقل، كذلك يحوي على آثار إسلامية تعود إلى العصر الأموي، حيث القصر الأموي هناك. بالإضافة لذلك يوجد متحف الآثار الأردني على قمة الجبل يحاكي تاريخ الأردن بشكل عام وعمّان بشكل خاص.

## آثار جبل القلعة
- يرتفع جبل القلعة حوالي 800 متر فوق سطح البحر، وهو يتمتع بمزايا عسكرية واستراتيجية؛ حيث كان محاطا بسور عالٍ وضخم، وكانت تقوم عليه أبراج للمراقبة والتي كانت ترتفع إلى عشرة أمتار تقريباً.
- تنتشر الآثار المتبقية في جبل القلعة على شكل زاوية مثلثة، وتضم برجاً وهيكلاً على الطراز الكورنثي؛ والذي لم يبق منها سوى الأساسات وبعض الأعمدة المبتورة. وتدل المكتشفات الحديثة بأن الآثار الموجودة تعود إلى العصر البرونزي المتوسط والحديدي والهلينستي والروماني والأموي.
- يوجد على جبل القلعة هيكل هرقل (معبد هرقل)، والذي بناه الإمبراطور الروماني أوريليوس، وقد نصب تمثال لهرقل عند مدخل الهيكل. وتدل بعض النقوش التي وجدت في الموقع بأن المعبد كان قد شيد في السنوات 161- 166م. والذي بقي من المعبد هو واجهة مكونة من ستة أعمدة ضخمة.[2]
- يوجد على جبل القلعة أيضاً بقايا كنيسة بيزنطية، والتي ترجع إلى القرن السادس الميلادي.
- القصر الأموي والبركة المنحوتة في الصخر، وهو بناء يعود إلى الفترة الأموية.
- يوجد على قمة جبل القلعة متحف الآثار الأردني والذي شيد سنة 1951م لكي يكون الشاهد على حضارات قديمة والتاريخ العريق الذي مرَّ به المنطقة؛ كما يبين المتحف مراحل التطور التاريخي الذي مرَّ به الأردن.

والمتحف من أهم المتاحف في المنطقة، حيث يتكون مقتنياته من الأثريات الذي يعود تاريخ بعضها إلى العصر الحجري القديم، وأخرى إلى العهد الروماني مروراً بالعهد الأموي؛ بالإضافة إلى أهم وأبرز المقتنيات التاريخية، والتي هي عبارة عن مجموعة من التماثيل الحجرية التي تصوّر أجساداً بشرية تعود إلى عام 8000 سنة قبل الميلاد.
كما توجد مخطوطات البحر الميت، والتي تتضمن أقدم نصوص التوراة؛ والتي تم اكتشافها بطريق الصدفة داخل جرار فخارية في أحد كهوف شمال غرب البحر الميت.
كا يعرض المتحف كل ما يتعلق بحياة الإنسان القديم في هذه المنطقة، من خلال الأواني الفخارية والتماثيل والصور والأدوات والكتابات القديمة؛ والتي تروي حكايات تعود إلى عصور ماضية.

## السياحة
يعد جبل القلعة من أكثر المناطق جذباً للسياح في عمان، على المستوى الخارجي أو الداخلي. وتقام على أكتافه الحفلات الموسيقية، حيث يعتبر أحد أماكن الاحتفال الرئيسية التي حدثت في مهرجان الأردن، نظراً لموقعه المطل على معظم مناطق العاصمة عمان- وخاصةً وسط البلد، حيث سيتم ربط المنطقة بالمدرج الروماني من خلال سكة قطار خفيفة (قطار أرضي) أو ما يعرف بالعربة التي سيتم تخصيصها لنقل السياح من منطقة المدرج الروماني إلى جبل القلعة وبالعكس.

## معرض الصور

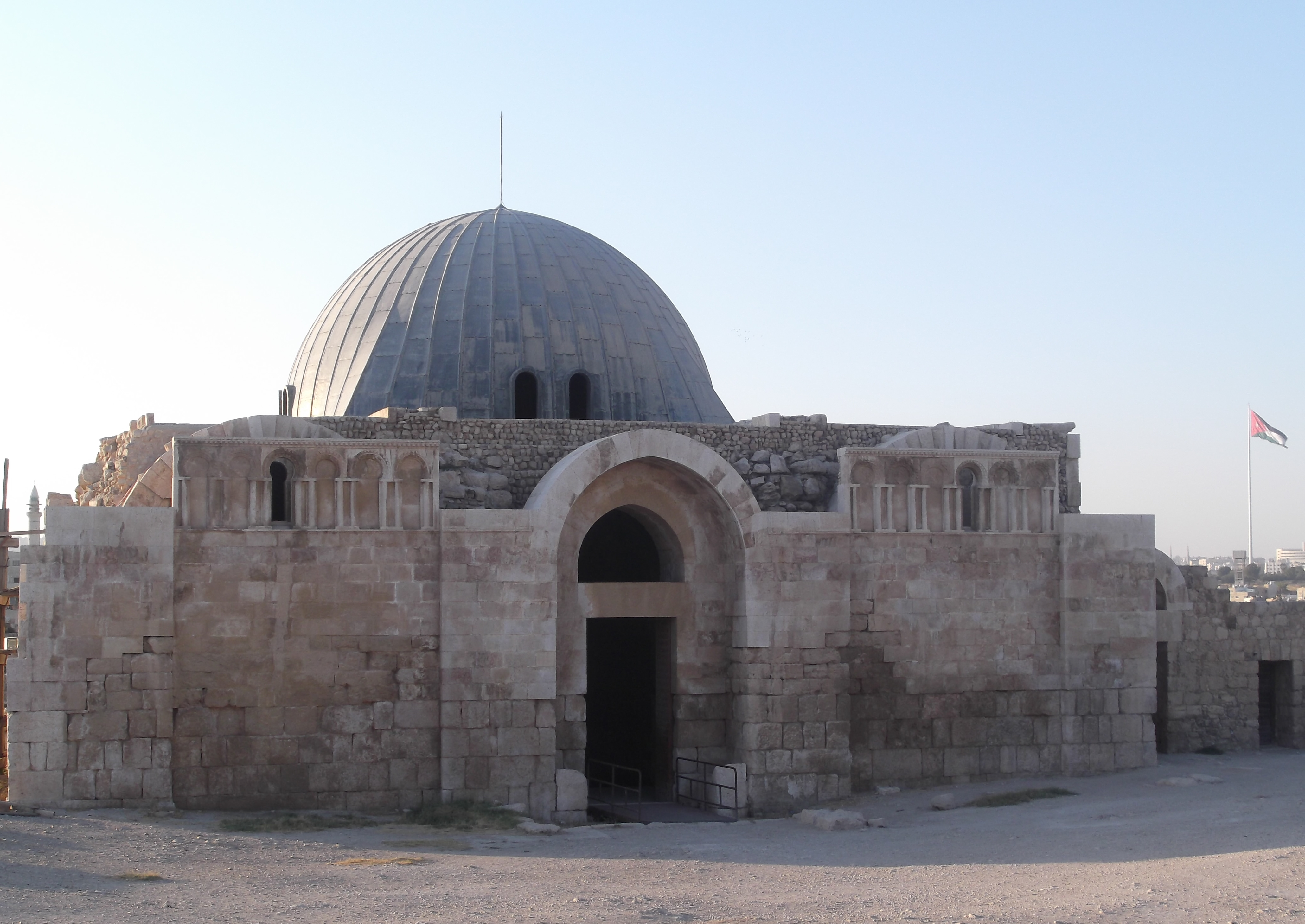
القصر الأموي.
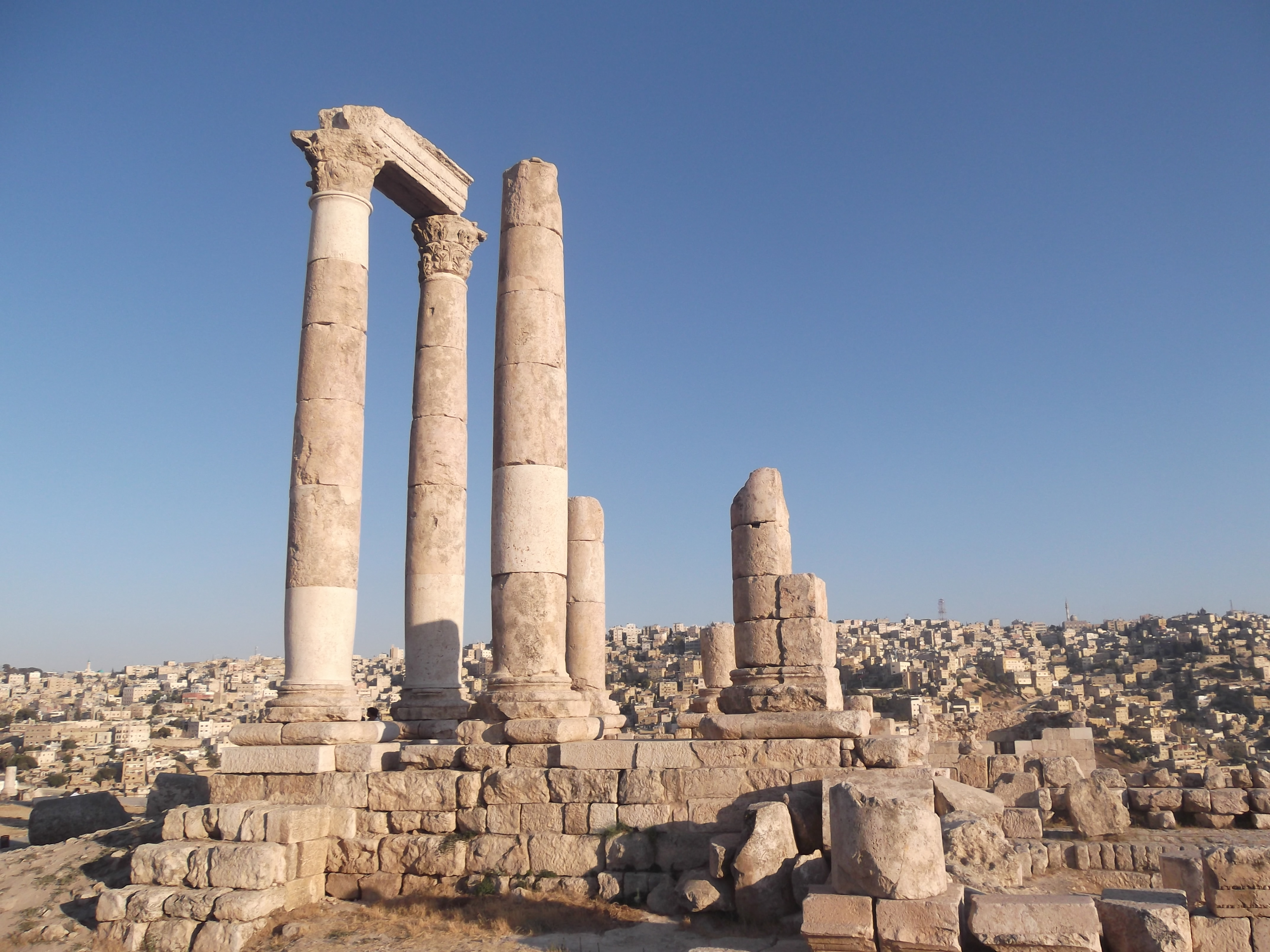
معبد هرقل (من زواية آخرى).
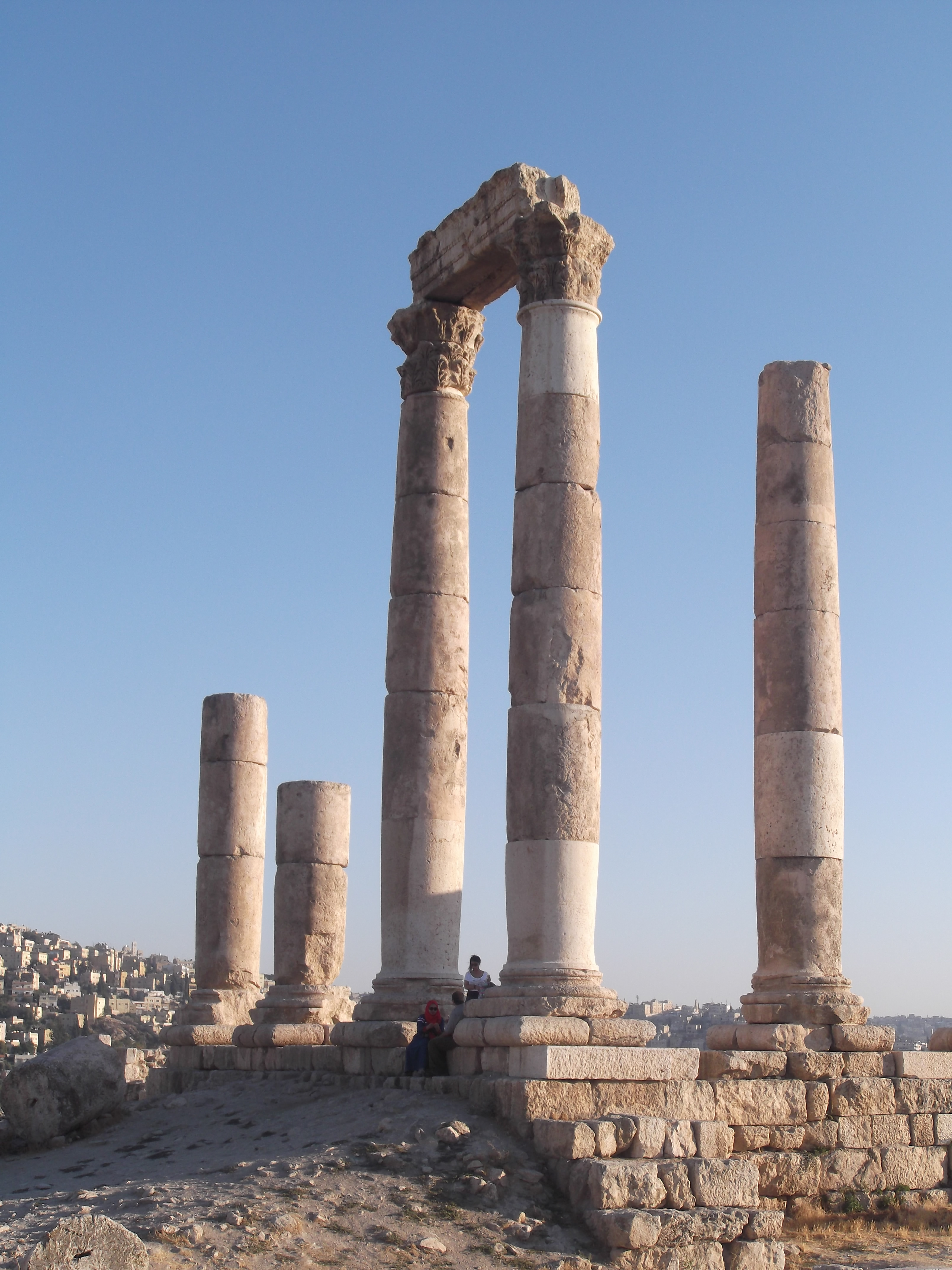
معبد هرقل.
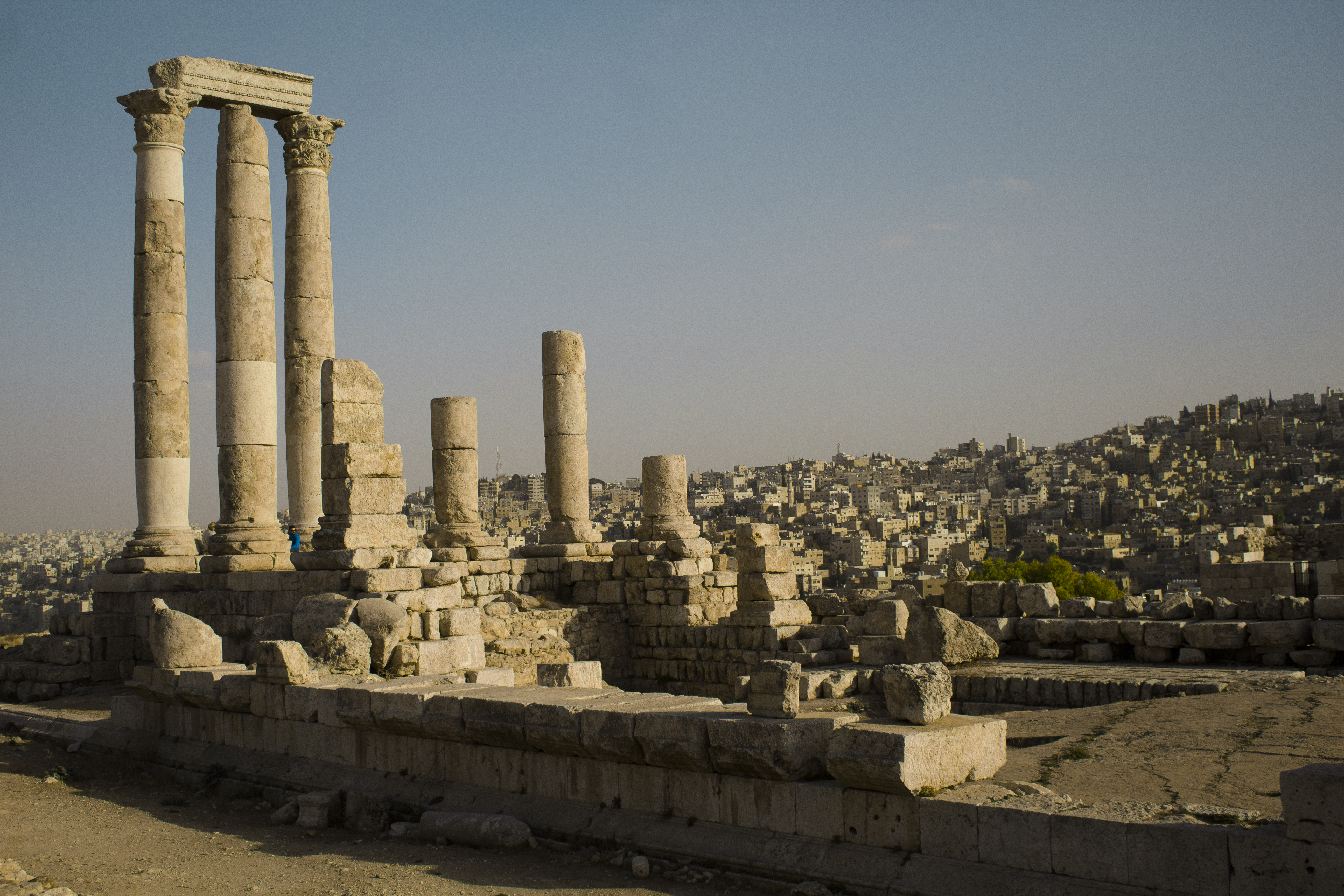
معبد هرقل وخلفه بيوت من عمان (جبل الجوفة) من زاويه اخرى.
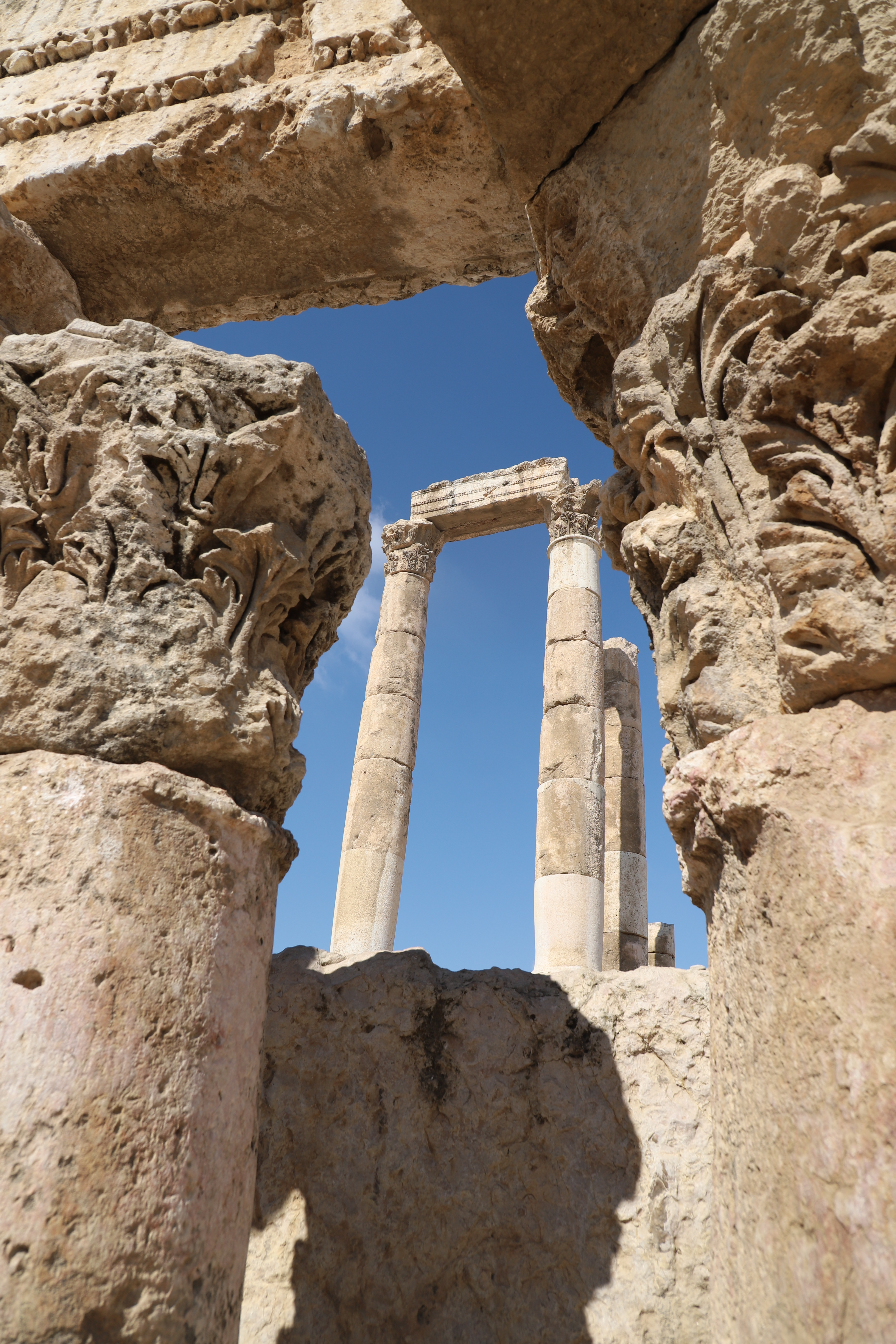
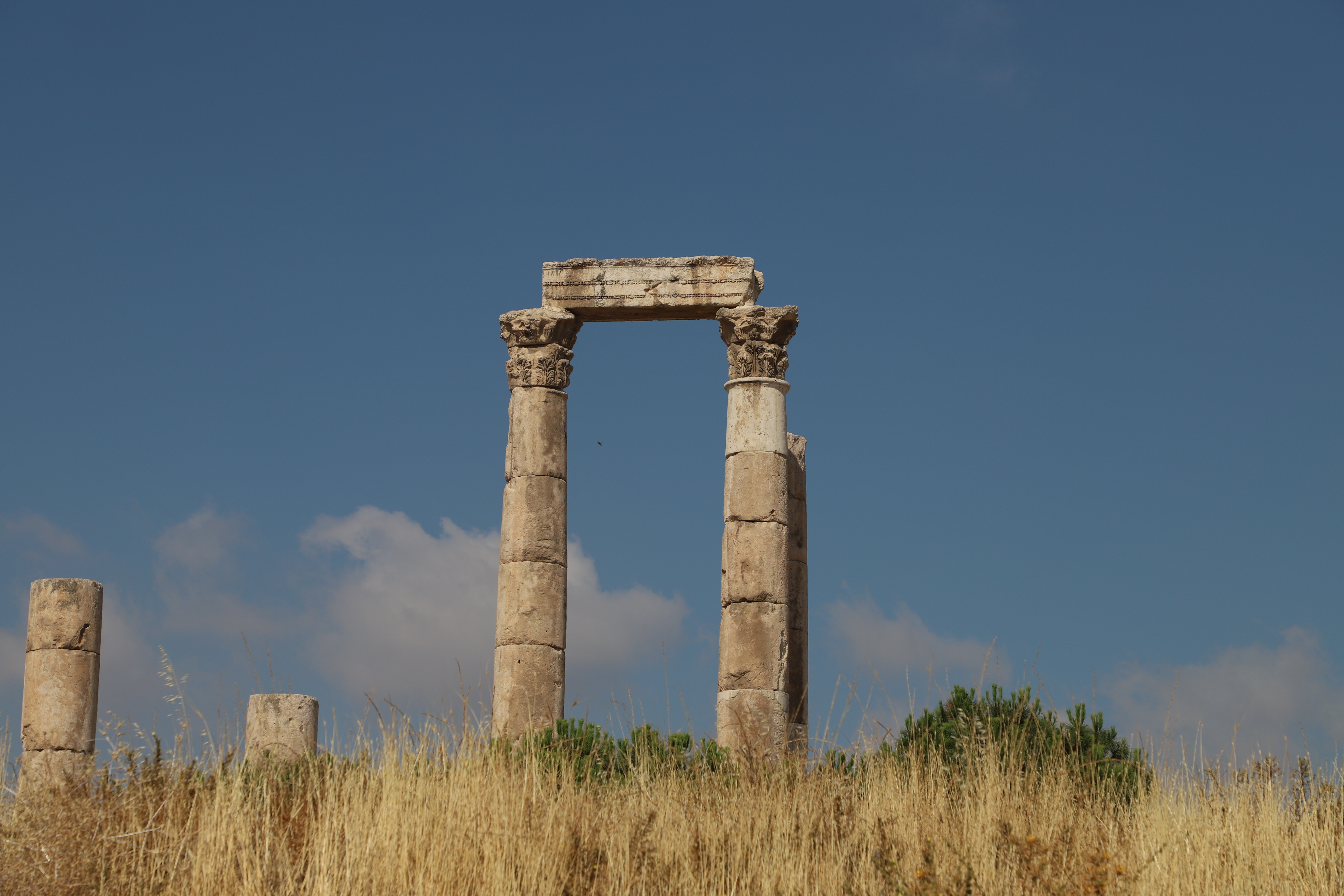